# ماريا خوسيه مونتيل
ماريا خوسيه مونتيل (بالإسبانية: María José Montiel)‏ هي مغنية ومغنية أوبرا وموسيقية إسبانية، ولدت في 24 يونيو 1968 في مدريد في إسبانيا.

## وصلات خارجية
- الموقع الرسمي
- ماريا خوسيه مونتيل على موقع IMDb (الإنجليزية)
- ماريا خوسيه مونتيل على موقع ميوزك برينز (الإنجليزية)
- ماريا خوسيه مونتيل على موقع أول ميوزيك (الإنجليزية)
- ماريا خوسيه مونتيل على موقع ديسكوغز (الإنجليزية)